# Willy Spillebeen
Willy Spillebeen (Westrozebeke, 30 december 1932) is een Belgische auteur en dichter uit Menen, West-Vlaanderen. Spillebeens oeuvre bezit een opvallende eenheid qua thematiek en levensbeschouwing. De sleutelbegrippen tot de gedichten keren terug in de romans en verhalen. De vaak sterk symbolisch geladen beelden uit zijn poëzie zijn ook terug te vinden in zijn proza en worden daar aangevuld met een naturalistische natuurbeschouwing.
Schrijven is de zingeving van zijn bestaan. De werken van Spillebeen kunnen worden gezien als een geschreven zoektocht die gaat van chaos naar orde, van verbrokkeling naar eenheid en van metafysieke twijfel naar een vrijzinnig geloof in de persoonlijke verantwoordelijkheid van de mens.

## Biografie
Willy Spillebeen werd in 1932 geboren te Westrozebeke, West-Vlaanderen. Hij groeide op in een landbouwersgezin. Zijn moeder was heel gelovig, zijn vader eerder liberaal en anti-klerikaal.
Zijn vader wilde dat hij zou verder studeren. Van 1945 tot 1951 volgde hij de Grieks-Latijnse humaniora aan het Sint-Jozefcollege te Izegem. Hij kreeg al vroeg interesse in de poëzie. De Zuid en Noord van de poësisklas was in de toenmalige zesde Latijnse al zijn lievelingsboek. De Noord-Nederlandse dichters Leopold, Nijhoff, A. Roland Horst, Bloem, Slauerhoff en de vitalist Marsman maakten indruk op hem, maar ook de Vlaamse dichters Van de Woestijne, Van Nijlen en Minne. Later las hij in Modèles Français gretig de Franse dichters Vigny, Lamartine, Musset en de symbolisten Baudelaire, Rimbaud en Verlaine. De West-Vlaamse Gezelle zou hem pas veel later boeien.
Willy had als bedeesd jongetje één grote droom: schrijver worden.
Willy Spillebeen was als jongen een trouw bezoeker van de bibliotheek. Hij ontleende er boeken van Conscience, Snieders en Streuvels "voor zijn vader" die nooit las. Zelf schreef hij rond zijn negentiende jaar dagelijks een gedicht.
Tijdens zijn legerdienst in 1954-1956, in het Limburgse Helchteren en het Duitse Ossendorf, probeerde hij voor het eerst een roman te schrijven. Het resultaat beviel hem niet.
Via de Centrale Examencommissie behaalde hij in 1955 het diploma van letterkundig regent (Nederlands, Frans, aardrijkskunde en geschiedenis). Van 1956 tot 1988 was hij leraar Nederlands en Frans aan het Vrij Technisch Instituut Sint-Lucas te Menen. In 1958 huwde hij Zulma Denys. Zij kregen vier kinderen, Marc, Kristien, Hermien en Dirk.
In 1959 verscheen zijn eerste dichtbundel, De spiraal.
Tijdens de jaren 60 begon hij zich vragen te stellen over alles wat er in die tijd in de wereld gaande was. Dit resulteerde in geloofsverlies en scepticisme tegenover de "algemene waarheden" die religies en ideologieën verkondigen. Het boek Steen des aanstoots uit 1970 zou hiervan de neerslag vormen. Willy Spillebeen ging op zoek naar zijn eigen identiteit en plaats in de wereld.
De auteur is op heel wat terreinen werkzaam. Van 1965 tot 1972 besprak hij poëziebundels in het linkse weekblad De Nieuwe en voor BRT1 (Brussel) en BRT2 (West-Vlaanderen) verzorgde hij literaire radiokronieken. Hij publiceerde verder in tijdschriften als Kreatief en Ons Erfdeel en was redacteur van Dietsche Warande en Belfort waarvoor hij vele bijdragen leverde.
Hij stelde vanaf 1975 met Hubert van Herreweghen jaarlijks een poëziebloemlezing uit de tijdschriften samen voor het Davidsfonds en later de bloemlezing in drie delen over de poëzie in Noord en Zuid. Hij was lid van de Vereniging van Vlaamse Letterkundigen, de adviescommissie voor taal- en letterkunde van de provincie West-Vlaanderen en is lid van de Maatschappij der Nederlandse Letterkunde in Leiden. In 1988 volgde hij André Demedts op als lid van de Koninklijke Academie voor Nederlandse Taal- en Letterkunde. Hij was ondervoorzitter van de Academie in 1996 en 1998 en in 1997 voorzitter. Hij was ook jurylid van talrijke poëziewedstrijden.
In 1990-1991 was hij de eerste writer in residence aan de University of Wisconsin in de Amerikaanse stad Madison, in opdracht van het Ministerie van Cultuur van de Vlaamse Gemeenschap. Daarover schreef hij het boek In vele staten (1992).

## Poëzie
Willy Spillebeen ervoer poëzie als een troost voor het leven en een geneesmiddel tegen de zwarte gedachten en gevoelens.
De ik-persoon in zijn gedichten staat voor de dichter zelf maar ook voor de anderen; hij verwijst daarbij naar Victor Hugo die ooit schreef: Quand je dis 'je', je parle de vous tous.
Volgens hem is zijn poëzie in beeldende taal gestolde emotie.
Zijn poëtisch oeuvre vormt een samenhangend deel waarvan de tijdsproblematiek, de aarde, de dood, de vrouw en de taal de centrale thema's vormen. Alles is onverbrekelijk verbonden met het leven van de dichter zelf. Hij schrijft een belijdenispoëzie met behulp van symbolische en mythische beelden.
Zijn poëzie sluit heel nauw aan bij de thema's van zijn prozawerk.

## Proza
Ieder boek toont een samenhang met de vorige roman en is vaak een verdere uitdieping van thema's die al eerder aan de beurt kwamen. Dit valt op als je zijn werken chronologisch leest. Hoe verschillend van stijl en vormgeving zijn teksten ook zijn, toch vertonen ze een overkoepelende visie op de mens en de wereld.
Psychoanalytische en oedipale duidingen zitten verborgen in de symbolen en de verwijzingen die hij gebruikt. Maar ook filosofische opvattingen inzake mens- en wereldbeeld, die nauw aansluiten bij het pessimistische fatalisme, het absurde existentialisme, het naturalisme en het stoïcisme tonen een struggle for life. Willy Spillebeen maakt gretig gebruik van klassiek-mythologische beelden die een archetypische analyse van karakters en een universalisering van situaties weergeven.
Zijn oeuvre vormt steeds wijdere kringen net zoals bij een steen die je in het water gooit. Hij spreekt dan ook graag over De steen in zijn kringen. Centraal in zijn hele werk staat inderdaad de autobiografie Steen des aanstoots (1970). Zijn vroege romans, met als belangrijkste boek Steen des aanstoots, vormen samen een zoektocht naar het ik (wie ben ik?). Ze zijn sterk introvert en poëtisch.
Daarop volgen romans over zijn geboortestreek verweven met zijn eigen verleden en dat van zijn ouders. Het belangrijkste boek is daar De vossejacht, een dodenboek (1977). Deze romans zijn veel meer verhalend en extravert (hoe zie ik de anderen?). Een synthese tussen introversie en extraversie, tussen poëzie en epiek, streeft hij na in Aeneas of de levensreis van een man (1982), een persoonlijke kijk op de Aeneis van Vergilius.
Daarop volgt een reeks boeken over Latijns-Amerika en de 16de-eeuwse verovering ervan door de Spanjaarden. Daar is het belangrijkste boek Cortés of de val (1987). De schrijver heeft het dan over recht en onrecht, machtsmisbruik en machteloosheid. Dit wordt een constante in zijn later werk. Sindsdien kiest hij een mythisch personage: Aeneas, ook Thersites in Thersites of het bordeel van Troje (1997) of een historisch personage: Hernán Cortés in Cortés of de val, Francisco Pizarro in De anonieme jezuiet (1992), later Ogier van Busbeke in Busbeke of de thuiskomst (2000). Ook de roman Rubroeks reizen (2009) gaat over een historisch personage: de "Vlaamse Marco Polo", Willem van Rubroek.
De schrijver identificeert zich tot op zekere hoogte met zijn mythisch of historisch personage. De drie romans waar het personage op zijn sterfbed ligt (in Aeneas of de levensreis, Cortés of de val, Busbeke of de thuiskomst) geven een evoluerende visie weer op leven en dood die enigszins overeenkomt met de leeftijd van de schrijver zelf: van moeizame resignatie over aanvaarding tot stoïcisme.
Spillebeens belangstelling ging tot nu toe sterk uit naar de 16de eeuw die volgens hem de 20ste eeuw voorafbeeldt. In zijn hele oeuvre speelt oorlog en vooral de Eerste Wereldoorlog, de oorlog van zijn ouders, een grote rol, onder meer in De vossejacht, De andere oorlog (1979), Gods gouden ogen en De heuvel (2004). Minnaars in waanzin (2006) behandelt de twee oorlogen in een kleine stad: Veurne. Dat heeft te maken met zijn romanopvatting: de roman handelt over een conflict: binnenin het personage, tussen twee mensen, tussen volkeren, culturen, godsdiensten …
Ook in zijn jeugdromans speelt oorlog een belangrijke rol: de problematiek van de ontwikkelingslanden met als model Latijns-Amerika in De hel bestaat (1984); de oorlog in Vietnam en de bootvluchtelingen in Een pluisje van de zee (1989); de Russische Revolutie in Anastasia (2001), de situatie van Oost- en West-Duitsland in De muur (2004), de Jodenvervolging in Serge/Samuel.

## Essays en kritieken
Als poëziecriticus schreef Willy Spillebeen veel bijdragen voor de meeste Vlaamse literaire tijdschriften. Daarin ging hij subtiel-analyserend te werk. Bovendien situeerde hij de gedichten meestal in een bepaalde stroming.
Verder schreef hij diepgravende essays en monografieën die in boekvorm zijn verschenen over de dichters die hij bewonderde en met wie hij zich verwant voelde: over Jos de Haes, Hubert van Herreweghen, Martinus Nijhoff, Jan Hendrik Leopold en Ida Gerhardt. Dichters die klassieke invloeden vertonen of die werken met symbolische en mythische beelden en motieven, schenen zijn voorkeur te hebben.

## Vertalingen
Willy Spillebeen vertaalde uit het Frans en het Spaans. Uit het Frans vertaalde hij een keuze uit de poëzie van de Frans-Vlaamse dichter Emmanuel Looten als Emmanuel Looten de Franse Vlaming (1963), waarbij hij ook twee essays voegde. Hij vertaalde de roman Chien Blanc van Romain Gary over Black Power in Noord-Amerika als Blanke hond en De Legende van Uilenspiegel van Charles de Coster (1984, met een herwerkte vertaling in 1988).
Hij was ook sterk geboeid door de Spaanse poëzie en vertaalde uit het Spaans Twintig gedichten (1977) van Pablo Neruda, twee bundels van Federico García Lorca als Gitaanse Romancero & Divan van de Tamarit (1978) en een ruime keuze uit het oeuvre van Rafael Alberti: Gedichten De zee, de engelen, de ballingschap (1989). Hij vertaalde samen met Mark Braet en Bart Vonck de Canto General van Pablo Neruda een eerste keer in 1984 en een tweede keer samen met Bart Vonck in 2004. Alleen vertaalde hij in 2004 Cien sonetos de amor van Pablo Neruda als Honderd liefdessonnetten in 2003.

## Hertaling
In 2014 hertaalde hij uit het West-Vlaams de Oorlogsdagboeken 1914-1918 van Achiel Van Walleghem, ook bekend als de Kapelaan van Dikkebus,  die tijdens de Eerste Wereldoorlog dienstdoende pastoor was in Dikkebus bij Ieper. Hierin beschreef deze in een uniek historisch document het dagelijkse leven in zijn parochie en de omliggende dorpen tijdens deze gruwelijke periode.

### Poëzie
- De Spiraal, De Bladen voor de Poëzie, Lier, 1959 - bundel, 30 p.
- Naar Dieper Water, Eigen Beheer, Menen, 1962 - bundel, 62 p.
- Groei-Pijn, Desclée de Brouwer, Brugge, 1966 - bundel, 86 p.
- Gedichten 1959-1973 - Een teken van leven, De Standaard, Antwerpen, 1974 - Verzamelde gedichten, 268 p.
- Ontwerp van een Landschap, Desclée de Brouwer, Brugge,1977 - bundel, 86 p.
- Woorden in de Stroom, PEN 102, Heideland, Hasselt, 1978 - eigen keuze uit eigen werk, 80 p.
- Voorbij de populieren, Lannoo, Tielt, 1982 - bundel, 62 p.
- Dubbelspoor, Lanno, Tielt, 1983 - 50 gedichten bij 50 tekeningen van André Deroo, 130 p.
- Land van Vergeten, PoëzieCentrum, Gent, 1995 - bundel, 72 p.
- De geschiedenis van een steenbok, P, Leuven 2003 – verzamelbundel gekozen en ingeleid door Patrick Lateur, 160 p.
- Liefde, het enige, P, Leuven 2006 – bundel, 85 p.

### Romans en verhalen
- De Maanvis, Desclée de Brouwer, Brugge, 1966 - roman , 162 p.
- De Krabben, Desclée de Brouwer, Brugge, 1967 - roman, 142 p.
- De Sfinks op de Belt, Manteau, Brussel, 1968 - roman, 172 p.
- Steen des Aanstoots, Davidsfonds, Leuven & De Standaard, Antwerpen, 1970 - roman, 190 p.
- De Vossejacht, Davidsfonds Leuven & De Standaard, Antwerpen, 1979 - roman, 286 p.
- Herinneringen aan de Toekomst, Orion, Brugge, 1979; herdrukt als De Andere Oorlog, Davidsfonds, Leuven, 1988 - roman, resp. 296 en 276 p.
- Het goede Doel van het Geweld, Davidsfonds, Leuven, 1979 - roman, 192 p.
- Aeneas of De Levensreis van een Man, Manteau, Antwerpen, 1982; herdrukt door Davidsfonds, Leuven - roman, resp. 256 p. en 227 p.
- Doornroosjes Honden, Manteau, Antwerpen, 1983 - verhaal, 94 p.
- Drie X Drempelvrees, Standaard, Antwerpen, 1984 - drie verhalen, 208 p.
- De Varkensput, Manteau, Antwerpen, 1985 - roman, 256 p.
- De Engel van Saint-Raphael, Manteau, Antwerpen, 1986 - roman, 160 p.
- Moeder is een Rat, Houtekiet, Antwerpen, 1986 - roman, 128 p.
- Cortés of De Val, Houtekiet, Antwerpen, 1987 - roman, 292 p.
- De Waarheid van Antonio Salgado, Houtekiet, Antwerpen, 1988 - roman, 118 p.
- Het Toeval, Houtekiet, Antwerpen, 1989 - roman, 102 p.
- De Schreeuw van de Bunzing, Houtekiet, Antwerpen, 1991 - dubbelverhaal, 94 p.
- In vele Staten, Manteau, Antwerpen, 1992 - Amerikaans relaas, 216 p.
- De anonieme Jezuiet, Manteau, Antwerpen, 1992 - roman, 262 p.
- De Seigneur van Peuplingues, Manteau, Antwerpen, 1993 - roman, 208 p.
- De ongestorven Doden, Manteau, Antwerpen, 1994 - dubbelroman, 222 p.
- Thersites of het Bordeel van Troje, Manteau, Antwerpen, 1997 - (theater)monoloog,90 p.
- Gods gouden Ogen, Davidsfonds, Leuven, 1998 - roman, 224 p.
- Busbeke of de thuiskomst, Davidsfonds, Leuven, 2000 - roman, 450 p.
- De hunker naar troost, Davisfonds, Leuven, 2001 – twee korte romans en twee lange verhalen,254 p.
- De heuvel, Davidsfonds, Leuven, 2003 – roman, 420 p.
- Minnaars in waanzin, Davidsfonds, Leuven, 2006 - roman, 374 p.
- Rubroeks reizen, Davidsfonds, Leuven, 2009 - roman, 400 p.

### Adolescentenromans
- Hij is een Vijand en een Vriend, Brito, Antwerpen, 1970 - jeugdboek herdrukt als Vijand en Vriend, Berghmans, 1984 - jeugdboek, 40 p.
- De Hel bestaat, Manteau, Antwerpen, 1984 - adolescentenroman, 166 p.
- Een Pluisje van de Zee, Houtekiet, Antwerpen, 1989, herdrukt door Davidsfonds/Infodok, Leuven, resp. 144 p. en 172 p. - adolescentenroman,
- Anastasia, Davidsfonds/Infodok, Leuven, 2001 - adolescentenroman, 263 p.
- Het toeval, Davidsfonds/Infodok, Leuven, 2003 – adolescentenroman,
- De muur, Davidsfonds/Infodok, Leuven, 2004 (voorjaar) – adolescentenroman, 208 p.
- Serge/Samuel, Davidsfonds/Infodok, Leuven, 2005 (najaar) – adolescentenroman, 143 p.

### Essays
- Emmanuel Looten, de Franse Vlaming, De Bladen voor de Poëzie, Lier, 1963 - twee essays met vertalingen, 128 p.
- Jos de Haes, Desclée de Brouwer, Brugge, 1966 - essay, 72 p.
- Een zevengesternte, Heidenland, Hasselt, 1968 - essays met bloemlezing, 120.
- Hubert van Herreweghen, Desclée de Brouwer, Brugge, 1973 - essay, .
- André Demedts, Monografieën over Vlaamse Letterkunde, Brussel, 1974, 48 p.
- Marcel Coole, VWS-cahier 65, 1977 - essay met bloemlezing, 16 p.
- De Geboorte van het Stenen Kindje. Thematische analyse van het scheppend werk van Martinus Nijhoff, Orion, Brugge, 1977 - essay, 336 p.
- Jan Hendrik Leopold, Orion, Brugge, 1978 - essay, 126 p.
- Ida Gerhardt, Orion, Brugge, 1980 - essay, 146 p.
- André G. Christiaens, VWS-cahier 92, 1981- essay met bloemlezing, 16 p.
- Lionel Deflo, VWS-cahier, nr.196, 2000 - essay met bloemlezing, 48 p.
- Luuk Gruwez, VWS-cahier, nr. 217, 2003 – essay met bloemlezing, 48 p.

### Vertalingen
- Flandre à Coeur - Harte-Vlaanderen, J.E. Buschmann, Antwerpen, 1970 - gedichten van Emmanuel Looten (Frans -Nederlands), 92 p.
- Blanke Hond, Davidsfonds, Leuven, 1973 - roman ‘Chien Blanc’ van Romain Gary (uit het Frans), 198 p.
- Twintig gedichten, Masereelfonds, Gent, 1977 en De Vries-Brouwers, Antwerpen, 1984 - gedichten van Pablo Neruda (uit het Spaans), 66 p.
- De Hond, Davidsfonds, Leuven, 1978 - roman, ‘El Perro’ van A. Vazquez-Figueroa (uit het Spaans), 144 p.
- Gitaanse Romancero & Divan van de Tamarit, Masereelfonds, Gent, 1978 en De Vries Brouwers, Antwerpen, 1984 - twee bundels van Federico Garcia Lorca (uit het Spaans), 62 p.
- Canto General, Masereelfonds, Gent 1984 en Rainbow Pockets, Amsterdam,1986 - poëziebundel van Pablo Neruda ( uit het Spaans, samen met Mark Braet en Bart Vonck), resp. 668 p. en 640 p.
- De legende van Uilenspiegel, Malegijs, Kemmel, 1984 en Davidsfonds, Leuven, 1989 - roman ‘La Légende d’Ulenspiegel’ van Charles de Coster (uit het Frans) resp. 412 p. en 479 p.
- Gedichten. De zee, de engelen, de ballingschap, De Prom, Baarn, 1989 - gedichten van Rafael Alberti (Spaans - Nederlands), 170 p.
- Vlaamse legenden, Davidsfonds, Leuven, 1998 - verhalen ‘Légendes Flamandes’van Charles De Coster (uit het Frans), 192 p.
- Honderd liefdessonnetten/Cien sonetos de amor, P, Leuven, 2003 – verzenbundel van Pablo Neruda (Spaans-Nederlands), 125 p.
- Canto general, De Morgen bibliotheek ‘De verboden boeken en Rainbow Pockets, Amsterdam 2004 – poëziebundel van Pablo Neruda (totaal nieuwe vertaling uit het Spaans, samen met Bart Vonck), 670 p.
- Canto general, Rainbow Essentials, Muntinga, Amsterdam (idem als hierboven), 2004, 768 p.
- Achiel Van Walleghem - Oorlogsdagboeken 1914–1918, Uitgeverij Lannoo, Tielt en In Flanders Fields Museum, Ieper, 2014  (hertaald uit het West-Vlaams), 693 p.

### Bloemlezingen
- Gedichten, Davidsfonds, Leuven - jaarlijkse bloemlezing uit de tijdschriften van Noord en Zuid, sedert 1974 als opvolger van Jos de Haes samen met Hubert van Herreweghen; sedert 2001 samen met Hugo Brems, telkens 65 p.
- De macht der leegte, PEN 104, Heideland, Hasselt, 1979 - essay en bloemlezing uit de poëzie van August Vanhoutte, 80 p.
- Dingen die niet overgaan, Davidsfonds, 1985, bloemlezing gemaakt samen met Hubert van Herreweghen uit de poëzie van Noord en Zuid, periode 1945-1985, 216 p.
- Het Nachtegalenbosje, Davidsfonds, 1990 - idem, periode 1880-1916, 216 p.
- Soms tussen Tulpen, Davidsfonds, 1997 - idem, periode 1916-1945, 280 p.

## Prijzen
- 1964: Prijs van de Vlaamse Poëziedagen voor de gedichtencyclus De oude mens.
- 1968: Referendum van de Vlaamse Letterkunde voor de roman De krabben.
- 1974: Prijs van de provincie West-Vlaanderen voor de roman met Steen des Aanstoots.
- 1974: Yang-prijs voor de verhalenbundel Drie X Drempelvrees.
- 1978: Prijs provincie West-Vlaanderen voor het essay met De geboorte van het stenen kindje.
- 1978: August Beernaertprijs van de Koninklijke Academie voor Nederlandse taal en letterkunde met de roman De vossejacht.
- 1983: Dirk Martensprijs van de Stad Aalst voor poëzie met de verzenbundel Voorbij de populieren.
- 1984: Prijs provincie West-Vlaanderen voor de poëzie met de verzenbundel Voorbij de populieren.
- 1984: Jacob van Maerlantprijs van Damme voor het jeugdboek met De hel bestaat.
- 1985: Prijs van de provincie West-Vlaanderen voor novelle en kortverhaal met de novelle Doornroosjes honden.
- 1985: Prijs van de provincie West-Vlaanderen voor het jeugdboek met De hel bestaat.
- 1987: Interprovinciale prijs voor het jeugdboek met De hel bestaat.
- 1991: Interprovinciale prijs voor de roman met Cortés of De val.
- 2000: Prijs van de Provincie West-Vlaanderen voor toneel met de theatermonoloog Thersites of Het bordeel van Troje.
- 2006: Thea Beckmanprijs voor de historische jeugdroman Serge/Samuel.
- 2016: Prijs van de Vereniging van West-Vlaamse Schrijvers.